# Gurajada Apparao
Gurajada Venkata Apparao (21 de septiembre de 1862-30 de noviembre de 1915) fue un notable dramaturgo y poeta indio, y un escritor conocido por sus trabajos en el teatro télugu. Apparao escribió el juego Kanyasulkam en 1892, el cual es a menudo considerado el juego más grande en la lengua télugu. Considerado uno de los pioneros del teatro indio, Apparao ostenta los títulos Kavisekhara y Abyudaya Kavitha Pithamahudu. En 1910, creó el guion ampliamente conocido para la canción patriótica télugu "Desamunu Preminchumanna".
Jubilación y muerte
Gurajada finalmente se retiró en 1913, y la entonces Universidad de Madrás le honró otorgándole el título de "Socio Emeritus". Murió el 30 de noviembre de 1915.